# Marek Scelina
Marek Edward Scelina (ur. 14 czerwca 1955 w Rybniku) – polski działacz społeczny, komisarz rządowy Kielc (1998).

## Życiorys
Ukończył I Liceum Ogólnokształcące im. Stefana Żeromskiego w Kielcach (1975) i rusycystykę w Wyższej Szkole Pedagogicznej w tym mieście (1980). Odbył nadto studia podyplomowe w zakresie organizacji pomocy społecznej.
W latach 80. pracował jako instruktor, a później kierownik biura w Zarządzie Miejskim Towarzystwa Przyjaciół Dzieci w Kielcach. Od 1989 do 1990 był zastępcą dyrektora Miejskiego Ośrodka Pomocy Społecznej, następnie zaś sprawował funkcję zastępcy dyrektora Wojewódzkiego Zespołu Pomocy Społecznej (w latach 1990-1998). W latach 1998–2002 był dyrektorem Świętokrzyskiego Oddziału Państwowego Funduszu Rehabilitacji Osób Niepełnosprawnych. W 2002 roku został dyrektorem Miejskiego Ośrodka Pomocy Rodzinie w Kielcach. Funkcję tę sprawował aż do odejścia na emeryturę w roku 2020.
W lipcu 1998 został mianowany przez premiera Jerzego Buzka komisarzem rządowym Kielc. Funkcję tę sprawował do listopada tego samego roku.

## Odznaczenia
- Złoty Krzyż Zasługi[4],
- Nagroda specjalna ministra pracy i polityki społecznej za wybitne osiągnięcia w dziedzinie pomocy społecznej,
- Odznaka "Zasłużony działacz Polskiego Komitetu Pomocy Społecznej",
- Odznaka "Zasłużony działacz Towarzystwa Przyjaciół Dzieci",
- Medal im. dr. Henryka Jordana[1].